# سرگی پاریکو
سرگی پاریکو (انگلیسی: Sergei Pareiko؛ زادهٔ ۳۱ ژانویهٔ ۱۹۷۷) بازیکن سابق فوتبال اهل استونی است.
از باشگاه‌هایی که در آن بازی کرده‌است می‌توان به باشگاه فوتبال ولگا نیژنی نووگورود، باشگاه فوتبال لوادیا تالین، و باشگاه فوتبال ویسوا کراکوف اشاره کرد.
وی همچنین در تیم‌های ملی فوتبال زیر ۲۱ سال استونی و استونی بازی کرده‌است.